# 2025年至2026年斯诺克赛季
2025–26斯诺克赛季是在2025年6月到2026年5月期间举行的一系列职业斯诺克比赛。

## 球员
2025–2026赛季世界斯诺克巡回赛由129名职业球员参加，包括前一赛季结束后前64名、前一赛季的31名新秀球员和新获得职业资格的34名球员组成。

### 新晋球员
赵心童（中国）以业余球员身份获得2025年世界斯诺克锦标赛冠军，因此获得职业资格。除他之外，以下球员获得2025–2026赛季和2026–2027赛季的职业资格。
| 2024–2025单赛季排名前四 1. 罗斯·缪尔（蘇格蘭） 2. 江俊（中国） 3. 路易斯·希斯科特（英格兰） 4. 利亚姆·格雷厄姆（蘇格蘭） 国际比赛冠军 1. 世界斯诺克联合会锦标赛（WSF）公开组冠军： 高阳（中国） 2. 世界斯诺克联合会锦标赛（WSF）青年组冠军： 莱昂·克罗利（爱尔兰） 3. 欧洲台球协会斯诺克锦标赛亚军： 米哈乌·舒巴尔奇克（波兰） 4. 欧洲台球协会U-21斯诺克锦标赛冠军： 尤利安·博伊科（乌克兰） 5. 亚太台球协会（APSBF）亚太公开赛冠军： 常冰玉（中国） 6. 美洲台球协会美洲冠军： 萨希尔·纳亚尔（加拿大） 7. 非洲台球协会斯诺克锦标赛冠军： 穆罕穆德·阿勒赫雷迪（埃及） Q Tour（2018至2020年称为斯诺克挑战巡回赛） 1. 排名最高： 达伦·埃莫里（威尔士） 2. 全球季后赛1： 斯蒂芬·霍尔沃斯（英格兰） 3. 全球季后赛2： 利亚姆·海菲尔德（英格兰） 4. 全球季后赛3： 弗洛里安·努斯勒（奥地利） 中国职业斯诺克巡回赛 1. 姚朋成（中国） 2. 蓝裕豪（中国） 女子斯诺克 1. 女子斯诺克排名最高者： 吴安仪（中國香港） 2. 女子斯诺克排名次高者： 瑞娜·埃文斯（英格兰） | 斯诺克Q School 欧洲1 1. 利亚姆·普伦（英格兰） 2. 奥利弗·布朗（英格兰） 3. 亚历山大·乌尔森巴赫（瑞士） 4. 马泰乌什·巴拉诺夫斯基（波兰） 欧洲2 1. 大卫·格雷斯（英格兰） 2. 伊恩·伯恩斯（英格兰） 3. 菲格尔·奎因（北爱尔兰） 4. 康诺尔·本齐（英格兰） 亚太1 1. 刘文炜（中国） 2. 差差邦·那沙（泰国） 亚太2 1. 许医尘（中国） 2. 赵翰洋（中国） 特邀外卡 1. 傅家俊（中國香港） 2. 吉米·怀特（英格兰） 医疗豁免 1. 山姆·克雷吉（英格兰） |

## 赛历

### 世界斯诺克巡回赛
下表概述了世界斯诺克巡回赛、邀请赛的日期。
| 日期     | 日期     | 国家/地区    | 赛事名称                 | 场馆                   | 城市       | 冠军          | 亚军          | 比分 | 备注  |
| 开始     | 结束     | 国家/地区    | 赛事名称                 | 场馆                   | 城市       | 冠军          | 亚军          | 比分 | 备注  |
| -------- | -------- | ------------ | ------------------------ | ---------------------- | ---------- | ------------- | ------------- | ---- | ----- |
| 6月30日  | 7月23日  | 英格兰       | 冠軍聯賽                 | 萊斯特體育館           | 萊斯特     | 史蒂芬·馬奎爾 | 喬·奧康納     | 3–1  | [ 6 ] |
| 7月28日  | 8月3日   | 中國         | 上海大師賽†              | 上海體育館             | 上海       | 凱倫·威爾森   | 阿里·卡特     | 11–9 | [ 7 ] |
| 8月8日   | 8月16日  | 沙烏地阿拉伯 | 沙烏地阿拉伯斯诺克大師賽 | 綠廳                   | 吉達       | 尼尔·罗伯逊   | 罗尼·奥沙利文 | 10–9 | [ 8 ] |
| 8月24日  | 8月30日  | 中國         | 武漢公開賽               | 华中科技大学光谷体育馆 | 武漢       |               |               |      |       |
| 9月15日  | 9月21日  | 英格兰       | 英格蘭公開賽             | 布倫特伍德中心         | 布倫特伍德 |               |               |      |       |
| 9月22日  | 9月28日  | 英格兰       | 英國公開賽               | 半人馬禮堂             | 切爾滕納姆 |               |               |      |       |
| 10月7日  | 10月13日 | 中國         | 西安大獎賽               |                        | 西安       |               |               |      |       |
| 10月19日 | 10月26日 | 北爱尔兰     | 北愛爾蘭公開賽           | 水濱大廳               | 貝爾法斯特 |               |               |      |       |
| 11月2日  | 11月9日  | 中國         | 國際錦標賽               |                        |            |               |               |      |       |
| 11月10日 | 11月16日 | 英格兰       | 冠中冠賽†                | 萊斯特體育館           | 萊斯特     |               |               |      |       |
| 11月29日 | 12月7日  | 英格兰       | 英國錦標賽               | 巴比肯中心             | 約克       |               |               |      |       |
| 12月10日 | 12月13日 | 英格兰       | 單局限時賽               | 塔馬戲廳               | 黑潭       |               |               |      |       |
| 12月15日 | 12月21日 | 苏格兰       | 蘇格蘭公開賽             | 美度賓克運動中心       | 愛丁堡     |               |               |      |       |
| 1月11日  | 1月18日  | 英格兰       | 大師賽†                  | 亞歷山德拉宮           | 倫敦       |               |               |      |       |
| 1月26日  | 2月1日   | 德国         | 德國大師賽               | 藤普杜音樂廳           | 柏林       |               |               |      |       |
| 2月3日   | 2月8日   | 香港         | 世界大獎賽               | 啟德體藝館             | 九龍城     |               |               |      |       |
| 1月2日   | 2月11日  | 英格兰       | 冠軍聯賽†                | 萊斯特體育館           | 萊斯特     |               |               |      |       |
| 2月16日  | 2月22日  | 英格兰       | 球員錦標賽               | 特爾福德國際中心       | 特爾福德   |               |               |      |       |
| 2月23日  | 3月1日   |              | 威爾斯公開賽             | 威爾斯劇院             | 蘭迪德諾   |               |               |      |       |
| 3月16日  | 3月22日  | 中國         | 世界公開賽               |                        | 玉山       |               |               |      |       |
| 3月30日  | 4月5日   | 英格兰       | 巡迴錦標賽               | 曼徹斯特中心           | 曼徹斯特   |               |               |      |       |
| 4月18日  | 5月4日   | 英格兰       | 世界錦標賽               | 克魯斯堡劇院           | 雪菲爾     |               |               |      |       |

| 排名賽事    |
| †非排名賽事 |

### 世界女子司諾克巡迴賽
| 日期     | 日期     | 国家/地区 | 赛事名称         | 场馆                   | 城市 | 冠军 | 亚军 | 比分 | 备注 |
| 开始     | 结束     | 国家/地区 | 赛事名称         | 场馆                   | 城市 | 冠军 | 亚军 | 比分 | 备注 |
| -------- | -------- | --------- | ---------------- | ---------------------- | ---- | ---- | ---- | ---- | ---- |
| 8月29日  | 8月31日  | 英格兰    | 英國女子錦標賽   | 北部司諾克中心         | 里茲 |      |      |      |      |
| 10月4日  | 10月7日  |           | 澳洲女子公開賽   | Mounties               | 雪梨 |      |      |      |      |
| 11月28日 | 11月30日 | 愛爾蘭    | 愛爾蘭女子公開賽 | 司諾克與撞球愛爾蘭總部 | 卡洛 |      |      |      |      |